# Szevak Hanagján
Szevak Hanagján, (örményül: Սևակ Խանաղյան) (Mecavan, 1987. július 28. –) örmény énekes. Ő képviselte Örményországot a 2018-as Eurovíziós Dalfesztiválon, Lisszabonban, a Qami című dallal.  Az első elődöntőből nem sikerült továbbjutnia, mivel a 15. helyen végzett, 79 ponttal.

## Diszkográfia

### Kislemezek
- 2015 - Когда мы с тобой
- 2016 - Հայրենիք
- 2016 - Հին ֆայտոն
- 2017 - Не молчи
- 2017 - Իմ թթվածին
- 2017 - Новогодняя
- 2017 - Если вдрүг
- 2018 - Qami

## Weblinks
- Szevak Hanagján az IMDb-n
- http://ysu.am/news/en/Sevak-Khanaghyan-was-received-at-YSU
- http://www.armradio.am/en/2018/02/26/sevak-khanaghyan-to-represent-armenia-at-eurovision-2018/